# Joseph Guede
Joseph Guede, né le 23 août 1994 à Abidjan (Côte d'Ivoire) est un footballeur international ivoirien évoluant dans le club des FAR de Rabat. Il joue au poste d'attaquant.

## Biographie

### En club
Cedric Elysée Kodjo débute le football professionnel à l'UFC Bassam avant de disputer une saison à l'AFAD Djékanou.
Le 1er août 2018, il rejoint officiellement les FAR de Rabat pour un montant de 40.000 dollars. Dès son arrivée, il dispute deux matchs de Coupe du Maroc avant de s'imposer lors de la saison 2019/2020 en tant que joueur clé. Il termine la saison à la sixième place du championnat en tant que meilleur buteur de son club avec dix buts en championnat. Le 9 avril 2020, il prolonge aux FAR de Rabat jusqu'en mi-2024.
Le 15 décembre 2020, il marque son premier but de la saison face au Rapide Club d'Oued-Zem (victoire, 2-0).